# Tate (efternamn)
Tate är ursprungligen ett engelskt efternamn, som också använts som förnamn för män. Det är idag mest känt som namn på ett nätverk av brittiska konstumuseer, som fått namn efter donatorn Henry Tate. Namnet ingår i geografiska namn som huvudsakligen skapats av engelsktalande. Det skotska namnet Tait, som har samma uttal, behandlas i egen artikel.

## Personer med efternamnet Tate
- Catherine Tate (född 1969), brittisk skådespelare
- Farish Carter Tate (1856–1922), amerikansk politiker,demokrat, kongressrepresentant för Georgia
- Frank Tate (född 1964), amerikansk boxare
- Geoff Tate (född 1959), amerikansk sångare
- George Henry Hamilton Tate (1894–1954), amerikansk zoolog
- Henry Tate (1819–1899), brittisk sockerhandlare och mecenat
- Howard Tate (1939–2011), amerikansk R&B-sångare
- Joan Tate (1922–2000), brittisk översättare, bland annat från svenska
- John Tate, flera personer
  - John Tate (boxare) (1955–1998), amerikansk boxare
  - John Tate (matematiker) (1925–2019), amerikansk matematiker
- Miesha Tate (född 1986), amerikansk MMA-utövare
- Nahum Tate (1652–1715), engelsk poet
- Sharon Tate (1943–1969), amerikansk skådespelare
- Tavaris Tate (född 1990), amerikansk friidrottare

## Personer med förnamnet Tate (urval)
- Tate Armstrong (född 1955), amerikansk basketspelare
- Tate Donovan (född 1963), amerikansk skådespelare
- Tate Smith (född 1981), australisk kanotist
- Tate Taylor (född 1969), amerikansk skådespelare, manusförfattare  och filmregissör